# Heisede
Heisede is een plaats in de Duitse gemeente Sarstedt, deelstaat Nedersaksen, en telt 1050 inwoners (2005).